# Antioch (California)
Antioch (in.: Antioquía) es un suburbio del Área de la Bahía de San Francisco en el condado de Contra Costa en la región del Este de la Bahía por la costa del delta de los ríos Sacramento y San Joaquín. Según el censo del 2006 la población estimada es de 100586.
Es una de las ciudades con mayor antigüedad de California y se fundó en 1852 un año después del descubrimiento de oro. Fue fundado por dos hermanos William y Joseph Smith que lo nombraron «Smith's Landing» (Embarcadero de Smith) y funcionababa como un terminal de transbordadores a través de los ríos.
La Biblioteca del Condado de Contra Costa gestiona la Antioch Library.
El vocalista Chuck Billy de Testament es oriundo de esta ciudad.